# 24 Horas de Le Mans de 1934
As 24 Horas de Le Mans de 1934 foi o 12º grande prêmio automobilístico das 24 Horas de Le Mans, tendo acontecido nos dias 16 e 17 de junho 1934 em Le Mans, França no autódromo francês, Circuit de la Sarthe.

## Resultados Finais
| Pos    | Class | Nº | Equipe                            | Pilotos                                 | Chassis                              | Motor                           | Voltas |
| ------ | ----- | -- | --------------------------------- | --------------------------------------- | ------------------------------------ | ------------------------------- | ------ |
| 1      | 3.0   | 9  | Luigi Chinetti Philippe Étancelin | Luigi Chinetti Philippe Étancelin       | Alfa Romeo 8C 2300                   | Alfa Romeo 2.3L Supercharged I8 | 213    |
| 2      | 1.5   | 27 | Riley Motor Company Ltd.          | Jean Sébilleau Georges Delaroche        | Riley 6/12 MPH Racing                | Riley 1.5L I6                   | 200    |
| 3      | 1.5   | 28 | Riley Motor Company Ltd.          | Freddie Dixon Cyril Paul                | Riley 6/12 MPH Racing                | Riley 1.5L I6                   | 199    |
| 4      | 1.1   | 34 | Roy Eccles                        | Charles E.C. Martin Roy Eccles          | MG K3                                | MG 1.1L Supercharged I4         | 197    |
| 5      | 1.1   | 36 | Riley Motor Company Ltd.          | Alex van der Becke Kenneth Peacock      | Riley Brooklands                     | Riley 1.1L I4                   | 195    |
| 6      | 1.1   | 37 | Riley Motor Company Ltd.          | Sammy Newsome Percy Maclure             | Riley Nine Ulster Imp                | Riley 1.1L I4                   | 195    |
| 7      | 1.5   | 26 | A.A. Rigby                        | Brian E. Lewis Johnny Hindmarsh         | Singer Le Mans 1½ Litre              | Singer 1.5L I4                  | 195    |
| 8      | 1.5   | 25 | Frank Stanley Barnes              | Frank Stanley Barnes Alf Langley        | Singer Le Mans 1½ Litre              | Singer 1.5L I4                  | 192    |
| 9      | 3.0   | 4  | Norbert Jean Mahé                 | Norbert Jean Mahé Jean Desvignes        | Bugatti Type 44                      | Bugatti 3.0L I8                 | 191    |
| 10     | 1.5   | 20 | M.R.E. Tongue                     | Reggie Tongue Maurice Faulkner          | Aston Martin 1½ Le Mans              | Aston Martin 1.5L I4            | 188    |
| 11     | 1.5   | 24 | John Cecil Noël                   | John Cecil Noël Jen Wheeler             | Aston Martin 1½ Le Mans              | Aston Martin 1.5L I4            | 180    |
| 12     | 1.1   | 39 | Jean Trévoux                      | Jean Trévoux René Carriére              | Riley Nine Ulster Imp                | Riley 1.1L I4                   | 174    |
| 13     | 1.1   | 38 | Miss Dorothy Champney             | Dorothy Champney Kay Petre              | Riley Nine Ulster Imp                | Riley 1.1L I4                   | 172    |
| 14     | 1.1   | 32 | Jean de Gavardie                  | Jean de Gavardie George Stewart         | Amilcar C6                           | Amilcar 1.1L I6                 | 168    |
| 15     | 1.1   | 48 | Singer Ltd.                       | Norman Black J.R.H. Baker               | Singer Nine Le Mans                  | Singer 1.0L I4                  | 163    |
| 16     | 1.1   | 40 | Lord de Clifford                  | Freddie de Clifford Charles Brackenbury | Lagonda Rapier "De Clifford Special" | Lagonda 1.1L I4                 | 163    |
| 17     | 1.1   | 52 | Mme Anne-Cecile Rose-Itier        | Anne-Cecile Rose-Itier Charles Duruy    | MG PA Midget                         | MG 0.8L I4                      | 162    |
| 18     | 1.1   | 47 | Singer Ltd.                       | Tommy Wisdom John Donald Barnes         | Singer Nine Le Mans                  | Singer 1.0L I4                  | 161    |
| 19     | 1.1   | 44 | J.A. Grégoire                     | Félix Quinault Daniélault               | Tracta                               | Tracta 1.0L I4                  | 158    |
| 20     | 1.1   | 42 | Charles Auguste Martin            | Charles Auguste Martin Fernand Pousse   | Amilcar CG "Spéciale Martin"         | Amilcar 1.1L I4                 | 155    |
| 21     | 1.1   | 45 | Alin Fréres                       | Adrien Alin Albert Alin                 | B.N.C.                               | B.N.C. 1.0L I4                  | 150    |
| 22     | 1.1   | 31 | Ecurie de l'Ours                  | Camille Poiré Gaston Robail             | Amilcar C6                           | Amilcar 1.1L I6                 | 148    |
| 23     | 1.1   | 50 | R.P. Gardner                      | R.P. Gardner A.C. Beloë                 | Singer Nine Le Mans                  | Singer 1.0L I4                  | 143    |
| 24 DNF | 1.5   | 23 | Aston Martin Ltd.                 | Mortimer Morris-Goodall Jim Elwes       | Aston Martin 1½ Le Mans              | Aston Martin 1.5L I4            | 155    |
| 25 DNF | 1.5   | 22 | Aston Martin Ltd.                 | Thomas Fothringham-Parker John Appleton | Aston Martin 1½ Le Mans              | Aston Martin 1.5L I4            | 142    |
| 26 DNF | 5.0   | 3  | Just-Emile Vernet                 | Just-Emile Vernet Daniel Porthault      | La Lorraine B3-6                     | La Lorraine 3.5L I6             | 133    |
| 27 DNF | 750   | 54 | H. Bridgman Metchim               | H. Bridgman Metchim C.H. Masters        | Austin 7                             | Austin 0.7L I4                  | 95     |
| 28 DNF | 1.5   | 29 | Auguste Bodoignet                 | Auguste Bodoignte Fernand Vallon        | Bugatti (Type Unknown)               | Bugatti 1.4L I6                 | 90     |
| 29 DNF | 1.1   | 33 | John Ludovic Ford                 | John Ludovic Ford Maurice Baumer        | MG K-type K3                         | MG 1.1L Supercharged I4         | 85     |
| 30 DNF | 3.0   | 6  | Lord Howe                         | Lord Howe Tim Rose-Richards             | Alfa Romeo 8C 2300LM                 | Alfa Romeo 2.4L Supercharged I8 | 85     |
| 31 DNF | 1.1   | 30 | Just-Emile Vernet                 | Albert Debille Jean Viale               | Salmson GS                           | Salmson 1.1L I4                 | 82     |
| 32 DNF | 3.0   | 14 | Charles Brunet                    | Charles Brunet Jean Renaldi             | Bugatti Type 55                      | Bugatti 2.3L Supercharged I8    | 75     |
| 33 DNF | 5.0   | 2  | Rober Labric                      | Roger Labric Pierre Veyron              | Bugatti Type 50S                     | Bugatti 4.9L I8                 | 73     |
| 34 DNF | 1.1   | 49 | Gordon Hendy                      | Gordon Hendy James Boulton              | Singer Nine Le Mans                  | Singer 1.0L I4                  | 59     |
| 35 DNF | 1.5   | 21 | Aston Martin Ltd.                 | A.C. Bertelli Clifton Penn-Hughes       | Aston Martin 1½ Le Mans              | Aston Martin 1.5L I4            | 59     |
| 36 DNF | 2.0   | 16 | Louis Villeneuve                  | Louis Villeneuve Géo Ham                | Derby L8                             | Derby 2.0L V8                   | 44     |
| 37 DNF | 3.0   | 5  | Tim Rose-Richards                 | Freddy Clifford Owen Saunders-Davies    | Alfa Romeo 8C 2300                   | Alfa Romeo 2.4L I8              | 40     |
| 38 DNF | 1.1   | 46 | Raymond Gaillard                  | Raymond Gaillard Paul Vallée            | Rally                                | Rally 1.0L I4                   | 38     |
| 39 DNF | 750   | 53 | Philippe Maillard-Brune           | Philippe Maillard-Brune Charles Druck   | MG J-type Midget                     | MG 0.7L I4                      | 30     |
| 40 DNF | 1.1   | 43 | J.A. Grégoire                     | Pierre Padrault "Charlault"             | Tracta                               | Tracta 1.0L I4                  | 23     |
| 41 DNF | 2.0   | 18 | Mrs. Gwenda Stewart               | Gwenda Stewart Louis Bonne              | Derby L8                             | Derby 2.0L V8                   | 16     |
| 42 DNF | 3.0   | 15 | M. Bayard                         | Max Fourney Louis Decaroli              | Bugatti Type 55                      | Bugatti 2.3L I8                 | 15     |
| 43 DNF | 1.1   | 41 | Georges Boursin                   | Georges Boursin "Nadeau"                | Amilcar CGS                          | Amilcar 1.1L I4                 | 14     |
| 44 DNF | 3.0   | 7  | Raymond Sommer                    | Raymond Sommer Dr. Pierre Félix         | Alfa Romeo 8C 2300                   | Alfa Romeo 2.4L I8              | 14     |

Legenda :DNQ = Não largou - DNF = Abandono - NC = Não classificado - DSQ= Desqualificado